# Leonhard von Knobelsdorff-Brenkenhoff
Leonhard Franz August Ernst von Knobelsdorff-Brenkenhoff (* 10. September 1823 in Plathe; † 4. April 1888 in Dresden) war ein preußischer Generalmajor und Kommandeur der 10. Kavallerie-Brigade.

## Leben

### Herkunft
Leonhard war der Sohn des Herrn auf Lenzen Karl von Knobelsdorff-Brenkenhoff (1795–1858) und dessen Ehefrau Minna, geborene von der Osten (1797–1868).

### Militärkarriere
Nach dem Besuch der Gymnasien in Köslin und Stettin trat Knobelsdorff am 16. Dezember als Ulan in das 2. Garde-Ulanen-Regiment der Preußischen Armee ein. Mitte Juni 1842 wurde er zum Portepeefähnrich befördert und stieg Mitte Mai 1844 zum aggregierten Sekondeleutnant auf. Am 13. Mai 1845 wurde er dem 5. Husaren-Regiment aggregiert und Ende Juni 1852 einrangiert. Vom 1. Juni 1854 bis zum 31. Dezember 1856 war Knobelsdorff zur Dienstleistung zum 5. Landwehr-Husaren-Regiment nach Köslin kommandiert und avancierte in dieser Zeit zum Premierleutnant und Eskadronführer. Vom 1. Februar 1858 bis zum 20. Juni 1859 sowie vom 1. Mai 1861 bis zum 8. August 1862 erfolgten weitere Kommandierung zum 5. Landwehr-Husaren-Regiment. Er wurde am 11. Dezember 1858 Rittmeister und am 9. August 1862 zum Eskadronchef ernannt. Im Krieg gegen Österreich führte Knobelsdorff 1866 die 1. Eskadron seines Regiments bei Münchengrätz, Gitschin und Königgrätz.
Nach dem Krieg wurde er am 30. Oktober 1866 zum Major befördert und Ende November 1867 als etatmäßiger Stabsoffizier in das Thüringische Ulanen-Regiment Nr. 6 nach Mühlhausen versetzt. Während des Krieges gegen Frankreich kämpfte er bei Weißenburg, Wörth, Remilly-sur-Meuse, Chartres, Courville, Sedan, Orleans, Loigny-Poupry, Beaugency-Cravant und Le Mans. Ausgezeichnet mit dem Eisernen Kreuz II. Klasse wurde Knobelsdorff am 8. Januar 1871 zum Oberstleutnant befördert und war vom 29. März bis zum 16. April 1871 Regimentsführer. Unter Stellung à la suite beauftragte man ihn am 15. Juli 1871 zunächst mit der Führung des Posenschen Ulanen-Regiments Nr. 10. Am 4. November 1871 erfolgte seine Ernennung zum Regimentskommandeur sowie am 22. März 1873 die Beförderung zum Oberst. Am 18. September 1875 mit dem Roten Adlerorden III. Klasse mit Schleife ausgezeichnet, wurde er am 21. November 1878 unter Stellung à la suite seines Regiments zum Kommandeur der 10. Kavallerie-Brigade ernannt. Knobelsdorff stieg am 11. Juni 1879 zum Generalmajor auf und wurde am 10. Juni 1880 mit Pension zur Disposition gestellt. Er starb am 4. April 1888 in Dresden.
In seiner Beurteilung vom 1. Januar 1866 schrieb der General Karl Friedrich von der Goltz: Ist ein in so hervorragender Weise veranlagter, gewandter und brauchbarer Offizier, daß es im Interesse des Dienstes dringend gewünscht werden muß, ihn recht bald in einen höheren Wirkungskreis versetzt zu sehen.

### Familie
Knobelsdorff heiratete am 10. Oktober 1851 in Stolp Klara von Tilemann (1828–1906). Das Paar hatte mehrere Kinder:
- Martha (* 1852)
- Hertha (* 1854)
- Rudolf (* 1860), preußischer Fähnrich a. D.
- Katharina (* 1862)
- Elisabeth (* 1864), Stiftsdame